# Wielen (Grafschaft Bentheim)
Wielen is een gemeente in landkreis Grafschaft Bentheim van de deelstaat Nedersaksen en behoort tot de Samtgemeinde Uelsen. Wielen ligt in Duitsland op steenworp afstand van Nederland. Zeventig procent van de totale bevolking was in 1949 van Nederlandse afkomst. In 2013 telde Wielen 505 inwoners, de helft hiervan bezit de Nederlandse nationaliteit. Het deel van Grafschaft Bentheim waar Wielen in ligt wordt Niedergrafschaft genoemd.

## Geografie

### Geografische Ligging
Wielen is gelegen ten noordwesten van de stad Nordhorn aan de grens met Nederland. Oostelijk van Wielen ligt het dorp en de gemeente Wilsum, zuidoostelijk het dorp en de gemeente Itterbeck. Vennebrügge is het meest westlijk gelegen dorp van de Duitse deelstaat Nedersaksen. De meest westelijk gelegen grenspaal van Nedersaksen met nummer: N No107/H 1874. ligt hierdoor ook in de gemeente Wielen. Ten westen van Wielen ligt de Nederlandse stad en gemeente Hardenberg.

### Communautaire Structuur
De gemeente Wielen bestaat uit de dorpen:
- Wielen
- Balderhaar
- Striepe
- Vennebrügge

## Politiek

### Gemeenteraad
De Wielener raad bestaat uit negen raadsleden, die bij de meest recente lokale verkiezingen van 2021 gekozen zijn. Deze hebben een gezamenlijke verkiezingslijst gevormd.

### Burgemeester
De huidige burgemeester van Wielen is Gerold Stroeve die gekozen werd in 2016. Eerder was hij ook al burgemeester van 1991 tot november 2011.

## Bekende Personen

### Bekende Wielenaren
- Hermann Grupe[6] 1881-1949, Leraar en Nederduits auteur
- Patrick Brandsma 1976, Muzikant, ontwerper en ondernemer

## Bezienswaardigheden

### het Schöltien
Aan de rand van het dorp Wielen staat een van de oudste scholen van Niedergrafschaft genaamd: het Schöltien. Dit schoolgebouw heeft in 1977 een andere functie gekregen.

### Heidegut
Ook de oude gebouwen van het landgoed Heidegut staan in de gemeente Wielen. Het Heidegut was in de twintiger jaren een proefboerderij, die door de vorsten van Steinfurt en Bentheim samen met de Duitse staat is opgezet. Elke jaar is er in de maand December op het landgoed ook de tweedaagse Weihnachtsmarkt te vinden.

### Omgeving
Het dorp Wielen ligt aan de rand van veel bos in een laag heuvelachtige omgeving die voor wandelen en hiking zeer geliefd is. In de natuur rondom Wielen wordt ook veel gedaan aan 'Twitchen' oftewel 'soortenjagen', het gericht opzoeken van een bijzondere vogel, geïnformeerd door derden. 
De directe omgeving is tevens rijk aan heide, diverse landbouwakkers en een gevarieerde natuur. De Grafschafter fietsroute met een totaal lengte van 220km. doorkruist ook de gemeente Wielen. De fietsroute bestaat uit een totaal van 16 rondritten waarvan elke etappe een special thema heeft.

## Sport

### Klootschieten/Kloatscheeten
Het klootschieten is in Wielen en omgeving een veel beoefende sport. Dit klootschieten (in de regio: 'kloatscheeten' genoemd) wordt hoofdzakelijk in de wintermaanden van het jaar beoefend op wegen met weinig verkeer.

### Autocross
De eerste ronde van het Duitse autocross seizoen, het 'kampioenschap van de Duitse rallycross vereniging (DRCV) - RG Itterbeck', vond op 26 april 2015 plaats in Balderhaar (gemeente Wielen). Dit sport evenement telt meerdere manches in 14 verschillende klassen welke strijden voor de 'Duitse beker (DM)'.

### Tractor-Pulling/Trekker-Trek
Elk jaar sinds 2009 is er in de maand juni tijdens het driedaagse volksfeest van Wielen een 'Tractor-Pulling-evenement' dat wordt georganiseerd door de 'Bürgervereinigung Wielen' en plaatsvindt op het activiteitenveld van deze vereniging. Naast Duitse deelnemers zijn er ook altijd veel Nederlandse deelnemers en toeschouwers aanwezig bij dit Tractor-Pulling (ook wel Trekker-Trek genoemd).   

## Overige

### Recreatie en Toerisme
- Activiteiten veld: Bürgervereinigung Wielen[16]
- Café/Restaurant/Kegelbaan Heideschlösschen Roolfs[17]
- All-In Motorcamping De Berkenhof[18]
- FKK/Naturistenvereniging Balderhaar[19]

## Verkeer en vervoer

### Autoverkeer
Wielen is bereikbaar via een tweetal kreisstraßen en een landesstraße. 
- L43 Vennebrügge - Wielen - Itterbeck - Uelsen
- K14 Wielen - Ratzel - Wilsum - Hoogstede
- K21 Wielen - Echteler - Volzel - Emlichheim

### Openbaar vervoer
Wielen is met buslijn 812 verbonden met Uelsen.
Bad Bentheim · 
Emlichheim · 
Engden · 
Esche · 
Georgsdorf · 
Getelo · 
Gölenkamp · 
Halle · 
Hoogstede · 
Isterberg · 
Itterbeck · 
Laar · 
Lage · 
Neuenhaus · 
Nordhorn · 
Ohne · 
Osterwald · 
Quendorf · 
Ringe · 
Samern · 
Schüttorf · 
Uelsen · 
Wielen · 
Wietmarschen · 
Wilsum